# Niměřice
Niměřice jsou obec v okrese Mladá Boleslav v Středočeském kraji. Rozkládá se asi osm kilometrů západně od Mladé Boleslavi. Žije zde 310 obyvatel.

## Historie
První písemná zmínka o obci pochází z roku 1360.

## Obyvatelstvo
| Rok            | 1869 | 1880 | 1890 | 1900 | 1910 | 1921 | 1930 | 1950 | 1961 | 1970 | 1980 | 1991 | 2001 | 2011 | 2021 |
| -------------- | ---- | ---- | ---- | ---- | ---- | ---- | ---- | ---- | ---- | ---- | ---- | ---- | ---- | ---- | ---- |
| Počet obyvatel | 731  | 882  | 822  | 790  | 814  | 713  | 645  | 449  | 539  | 471  | 369  | 265  | 256  | 312  | 333  |
| Počet domů     | 90   | 95   | 105  | 112  | 104  | 112  | 123  | 139  | 118  | 103  | 98   | 121  | 124  | 130  | 150  |

## Obecní správa

### Územněsprávní začlenění
Dějiny územněsprávního začleňování zahrnují období od roku 1850 do současnosti. V chronologickém přehledu je uvedena územně administrativní příslušnost obce v roce, kdy ke změně došlo:
- 1850 země česká, kraj Jičín, politický i soudní okres Mladá Boleslav[6]
- 1855 země česká, kraj Mladá Boleslav, soudní okres Mladá Boleslav[6]
- 1868 země česká, politický i soudní okres Mladá Boleslav[6]
- 1939 země česká, Oberlandrat Jičín, politický i soudní okres Mladá Boleslav[7]
- 1942 země česká, Oberlandrat Praha, politický i soudní okres Mladá Boleslav[8]
- 1945 země česká, správní i soudní okres Mladá Boleslav[9]
- 1949 Pražský kraj, okres Mladá Boleslav[10]
- 1960 Středočeský kraj, okres Mladá Boleslav[11]
- k 1. lednu 1980 Středočeský kraj, okres Mladá Boleslav, obec Strenice[12]
- k 24. listopadu 1990 Středočeský kraj, okres Mladá Boleslav[12]

### Části obce
- Dolní Cetno
- Horní Cetno
- Niměřice

### Obecní symboly
Znak a vlajka byly obci uděleny rozhodnutím předsedy Poslanecké sněmovny Parlamentu České republiky dne 6. ledna 2021.

## Společnost
Ve vsi Niměřice s 845 obyvateli byly v roce 1932 evidovány tyto úřady, živnosti a obchody: poštovní úřad, telegrafní úřad, telefonní úřad, lékař, cukrovar, 4 hostince, konsum, 2 kováři, mlýn, 3 obuvníci, rolník, 2 řezníci, obchod se smíšeným zbožím, 3 trafiky, 2 velkostatky.

## Doprava

### Silniční doprava
- Územím obce prochází silnice II/272 Lysá nad Labem – Benátky nad Jizerou – Bezno – Bělá pod Bezdězem.

### Železniční doprava
- Železniční stanice na území obce není, nejblíže je železniční zastávka Krnsko (jen pro osobní dopravu) ve vzdálenosti 5 km ležící na trati 070 v úseku mezi Neratovicemi a Mladou Boleslaví. Nejbližší železniční stanicí (pro veškerou dopravu) je Mladá Boleslav hlavní nádraží ve vzdálenosti 7 km. Územím obce vede železniční trať 070 Praha – Turnov.

- V minulosti obcí vedla železniční trať Chotětov – Skalsko se zastávkou Dolní Cetno. Zrušená železniční trať byla jednokolejná regionální trať, původně vlečka. Provoz na vlečce byl zahájen roku 1881, veřejná osobní doprava byla provozována od roku 1897. Přepravní zatížení trati vlaky pro cestující bylo minimální, jednalo o 2 či 3 páry osobních vlaků denně. Osobní doprava byla zastavena roku 1970, trať zrušena roku 1974.

### Autobusová doprava
- V obci zastavovaly v pracovních dnech května 2011 autobusové linky Mšeno-Mladá Boleslav (6 spojů tam i zpět) a Mladá Boleslav-Doubravička (5 spojů tam i zpět) (dopravce ČSAD Střední Čechy, a.s.), Mladá Boleslav-Bezno-Benátky nad Jizerou (2 spoje tam i zpět) (dopravce TRANSCENTRUM bus, s.r.o.).[15]

## Pamětihodnosti
- Zámek Niměřice
- Kaple Korunování Panny Marie